# Atletismo nos Jogos Pan-Americanos de 2015 - Lançamento de disco feminino
A competição do lançamento de disco feminino foi um dos eventos do atletismo nos Jogos Pan-Americanos de 2015, em Toronto. Foi disputada no Estádio CIBC de Atletismo Pan e Parapan-Americano no dia 24 de julho.

## Calendário
Horário local (UTC-4).
| Data        | Horário | Fase  |
| ----------- | ------- | ----- |
| 24 de julho | 10:05   | Final |

## Medalhistas
| Ouro   | CUB Denia Caballero |
| Prata  | CUB Yaime Pérez     |
| Bronze | USA Yaime Pérez     |

## Recordes
Recordes mundial e pan-americano antes da disputa dos Jogos Pan-Americanos de 2015.
| Tipo                             | Atleta           | Marca   | Local          | Data                  |
| -------------------------------- | ---------------- | ------- | -------------- | --------------------- |
|                                  | Gabriele Reinsch | 76,80 m | Neubrandenburg | 9 de julho de 1988    |
| Recorde dos Jogos Pan-Americanos | Yarelys Barrios  | 66,40 m | Guadalajara    | 28 de outubro de 2011 |

## Resultados

### Final
| Colocação         | Atleta              | Nacionalidade      | #1    | #2    | #3    | #4    | #5    | #6    | Resultados | Notas                |
| ----------------- | ------------------- | ------------------ | ----- | ----- | ----- | ----- | ----- | ----- | ---------- | -------------------- |
| Medalha de ouro   | Denia Caballero     | CUB Cuba           | x     | 62.71 | 65.39 | x     | x     | x     | 65.39      |                      |
| Medalha de prata  | Yaime Pérez         | CUB Cuba           | 58.74 | 62.05 | 64.99 | 60.33 | x     | 64.23 | 64.99      |                      |
| Medalha de bronze | Gia Lewis-Smallwood | USA Estados Unidos | x     | 60.17 | x     | 61.26 | 60.48 | x     | 61.26      |                      |
| 4                 | Fernanda Martins    | BRA Brasil         | 59.46 | x     | x     | 60.50 | 59.45 | 58.38 | 60.50      |                      |
| 5                 | Karen Gallardo      | CHI Chile          | 58.31 | x     | 57.32 | x     | 56.02 | 59.11 | 59.11      | Recorde da temporada |
| 6                 | Andressa de Morais  | BRA Brasil         | 58.08 | x     | 56.66 | x     | 57.75 | 56.21 | 58.08      |                      |
| 7                 | Kelsey Card         | USA Estados Unidos | 55.71 | 57.00 | 54.14 | 56.66 | x     | 56.18 | 57.00      |                      |
| 8                 | Rocío Comba         | ARG Argentina      | 50.95 | 55.63 | x     | x     | 55.80 | x     | 55.80      |                      |
| 9                 | Aixa Middleton      | PAN Panamá         | x     | 50.62 | x     |       |       |       | 50.62      |                      |
| 10                | Alanna Kovacs       | CAN Canadá         | 49.08 | x     | x     |       |       |       | 49.08      | Recorde da temporada |
| 11                | Marie-Josée Le Jour | CAN Canadá         | 44.67 | x     | 43.74 |       |       |       | 43.74      |                      |

Legenda
| Recorde mundial                  | Recorde mundial (World record)               |                       | Recorde africano                      | Recorde africano (African) |                                           | Q | Classificado por posição (Qualified) |
| Recorde dos Jogos Pan-Americanos | Recorde pan-americano (Pan-American record)  | Recorde da América    | Recorde da América (Americas)         | q                          | Classificado por melhor tempo (Qualified) |   |                                      |
| Melhor marca do ano              | Melhor marca do ano (World leading)          | Recorde asiático      | Recorde asiático (Asian)              | DNS                        | Não largou (Did not start)                |   |                                      |
| Recorde nacional                 | Recorde nacional (National record)           | Recorde europeu       | Recorde europeu (European)            | DNF                        | Não terminou (Did not finish)             |   |                                      |
| Recorde pessoal                  | Recorde pessoal do atleta (Personal best)    | Recorde da Oceania    | Recorde da Oceania (Oceania)          | DSQ / DQ                   | Desclassificado (Disqualified)            |   |                                      |
| Recorde da temporada             | Recorde da temporada do atleta (Season best) | Recorde sul-americano | Recorde sul-americano (South America) | NM                         | Sem marca (No mark)                       |   |                                      |